# David Reese
David Edward 'Chip' Reese (Centerville (Ohio), 28 maart 1951 - Las Vegas (Nevada), 4 december 2007) was een Amerikaanse professionele pokerspeler. Hij wordt door een aanzienlijk deel van zijn collega's gezien als een van de beste cashgame-spelers van zijn tijd. Reese werd in 1991 opgenomen in de Poker Hall of Fame. Als eerbetoon introduceerde de World Series of Poker in 2008 de David 'Chip' Reese Memorial Trophy, een wisseltrofee als extra prijs voor de winnaar van het jaarlijkse $50.000 H.O.R.S.E.-toernooi, waarvan Reese in 2006 de eerste editie won. Nadat het H.O.R.S.E.-toernooi in 2010 werd vervangen door The Poker Player's Championship (een pokertoernooi met daarin nog meer spelvarianten), werd de David 'Chip' Reese Memorial Trophy onderdeel van de hoofdprijs daarvan.

## The Corporation
Reese maakte van 2001 tot en met 2004 deel uit van gelegenheids-pokerteam The Corporation.

## World Series of Poker bracelets
| Jaar | Toernooi                              | Prijs (US$)  |
| ---- | ------------------------------------- | ------------ |
| 1978 | $1.000 Seven Card Stud Split          | $19.200,-    |
| 1982 | $5.000 Limit 7 Card Stud              | $92.500,-    |
| 2006 | $50.000 H.O.R.S.E. World Championship | $1.784.640,- |